# Theta Piscium
Theta Piscium (θ Piscium, förkortat Theta Psc, θ Psc), som är stjärnans Bayerbeteckning, är en stjärna belägen i västra delen av stjärnbilden Fiskarna. Den har en skenbar magnitud på 4,27 och är svagt synlig för blotta ögat. Den befinner sig på ett avstånd av ca 149 ljusår (ca 46 parsek) från solen.

## Egenskaper
Theta Piscium är en orangeröd stjärna av spektraltyp K1III, vilket betyder att det är en vanlig jättestjärna med en yttemperatur på 3 500 till 5 000 K, och har större utstrålning av energi men lägre yttemperatur än solen.